# Le squillo della porta accanto
Le squillo della porta accanto (For a Good Time, Call...) è un film del 2012 diretto da Jamie Travis.

## Trama
Lauren e Katie sono due ragazze di ventotto anni, la prima è stata appena lasciata dal suo fidanzato Charlie, il quale è partito in Italia per lavoro, lui ha troncato la loro relazione perché la riteneva noiosa, invece Katie sta per essere sfrattata dalla casa della sua defunta nonna, presso Gramercy Park a New York, perché non riesce a pagare l'affitto. Il loro amico comune, Jesse, propone a Lauren di trasferirsi da Katie così potrà aiutarla a pagare l'affitto e avrà un posto in cui abitare, purtroppo tra le due non corre buon sangue a causa del loro primo incontro finito in maniera disastrosa dieci anni prima, ma si vedono costrette a raggiungere questo compromesso.
Purtroppo Lauren viene licenziata, e non sa come pagare l'affitto, inoltre scopre il segreto di Katie, quest'ultima, tra i suoi molti lavori, si guadagna da vivere lavorando per un telefono erotico. Lauren le fa notare che la società per cui lavora non le fa guadagnare molto, e che le converrebbe gestire un suo privato telefono erotico dandole delle dritte su come aprire la sua attività indipendente.
Katie propone a Lauren di lavorare con lei, sbrigando il lavoro burocratico, in un primo momento Lauren è riluttante all'idea, ma quando sfuma la sua possibilità di essere assunta come redattrice, decide di accettare. Le due ragazze iniziano gradualmente a diventare l'una la migliore amica dell'altra, Lauren decide inoltre di occuparsi pure lei delle chiamate erotiche invece di lasciare tutto il lavoro a Katie e pensare solo alla parte finanziaria, inizia così ad uscire dal suo guscio diventando una ragazza sciolta e spensierata, le due ragazze iniziano a divertirsi con questa attività, oltre al fatto che è molto redditizia.
Katie parla con un suo cliente, Sean, un ragazzo gentile con cui spesso fa delle piacevoli conversazioni, infatti le loro telefonate hanno poco a che fare con il lavoro di Katie, dato che Sean prova un sincero interesse per la ragazza, tanto da invitarla a uscire con lui. Katie accetta di andare con lui per un appuntamento, portando con sé Lauren e Jesse, i quali la lasciano sola con Sean dopo aver appurato che è un bravo ragazzo. Tornata a casa Katie dice a Lauren che si è divertita molto con Sean, ma che si sente a disagio, confessando una cosa all'amica: Katie è ancora vergine, lei ha sempre voluto che la sua prima volta fosse con un uomo che l'amasse; Lauren le dice che non c'è niente per cui sentirsi a disagio e che le cose prima o poi andranno bene.
Lauren riceve un'offerta per il lavoro da redattrice per cui prima era stata scartata, lei decide di andare al colloquio, ma solo per la soddisfazione di rifiutarlo e vantarsi della sua attività, ma l'addetta al colloquio, complimentandosi con Lauren per il modo in cui è maturata, le fa capire che tutto sommato quella del telefono erotico è solo una "fase di passaggio" e che adesso a lei serve un lavoro stabile, con tanto di copertura assicurativa e fondo pensione. Lauren torna a casa e trova i suoi genitore ad aspettarla, infatti erano venuti a trovarla, lei informa loro e Katie che ha ottenuto il lavoro come redattrice, Katie ci rimane male dato che Lauren le aveva detto che non le interessava, e sentendosi tradita, decide di umiliarla davanti ai suoi genitori rivelando loro dell'attività che Lauren aveva messo in piedi con lei, e del fatto che per tutto questo tempo aveva mentito a entrambi non dicendo nulla del suo licenziamento, inoltre la caccia via di casa.
Anche se cerca di non darlo a vedere, Katie sente molto la mancanza della sua amica, Lauren intanto riceve una chiamata da Charlie, il quale è appena tornato dall'Italia. I due si danno appuntamento, Charlie le dice che vuole ritornare con lei, proponendole di andare a vivere insieme, ma Lauren lo lascia sostenendo che il suo ex è solo un uomo noioso, mentre lei al contrario è cambiata, chiudendo definitivamente la loro storia. Sean consiglia a Katie di riallacciare la sua amicizia con Lauren, poi Katie e Sean fanno l'amore, e lei, dopo aver perso la sua verginità, comprende quanto le manchi Lauren. Le due fanno pace esprimendo il loro affetto reciproco.